# Aman Iman
Aman Iman (dalla lingua tamashek: L'acqua è la vita) è il terzo album discografico del gruppo tuareg Tinariwen, pubblicato nel 2007.

## Tracce
1. Cler Achel (ho passato il giorno) – 4:25
2. Mano Dayak – 4:41
3. Matadjem Yinmixan (perché questo odio tra di voi?) – 5:43
4. Ahimana (anima mia) – 4:56
5. Soixante trois – 4:11
6. Toumast (il popolo) – 4:25
7. Imidiwan Winakalin (amici del mio paese) – 4:25
8. Awa Didjen (Che cosa è successo) – 4:11
9. Ikyadarh Dim (ti guardo) – 3:35
10. Tamatant Tilay (la morte è qui) – 3:19
11. Assouf (nostalgia) – 3:56
12. Izarharh Ténéré (ho vissuto nel Ténéré) – 5:02

## Formazione
- Ibrahim ag Alhabib: chitarra, (tracce: 1, 3, 5, 7, 9, 11, 12)
- Abdallah: chitarra, voce
- Alhassan ag Touhami: chitarra e voce
- Mohamed ag Itlal: chitarra e voce (tracce: 4, 8, 9, 12)
- Eyadou ag Leche: basso e voce
- Saïd ag Ayad: percussioni e voce
- Elaga ag Hamid: chitarra e voce
- Abdallah ag Lamida: chitarra e voce
- Wounou wallet Sidati: voce
- Kesa wallet Hamid: voce
- Justin Adams: chitarra (tracce: 1, 3, 11), teherdant (traccia: 2)
- Hamid Ekawel: voce (traccia: 2)